# Разные центристы
Разные центристы (фр. Divers centre, DVC и LDVC) во французской политике — обозначение принадлежности беспартийного кандидата или политика к центристской части политического спектра. Аналогично беспартийных левых политиков обозначают как Разные левые (фр. Divers gauches, DVG и LDVG), а правых как Разные правые (фр. Divers droite, DVD и LDVD).
Обозначение было введенно в 2019 году французским Министерством внутренних дел (ответственным за проведение выборов).  Приписывается любому списку, связанному или поддержанному партиями центристского направления. Также это обозначение приписывается кандидатам, несогласным с центристскими партиями или не претендующим на какое-либо обозначение, но чей курс и объявленная позиция позволяют классифицировать их как центристов. Наконец, отдельный кандидат может и сам заявить о претензии на такое обозначение. Подобная атрибуция политических пристрастий особенно актуальна для небольших населённых пунктов (во Франции к таким относятся те, где проживают менее 3500 человек), так как в них кандидаты на пост мэра и местных органов самоуправления часто не состоят ни в каких политических партиях.
В период с 2001 по 2008 год, когда Министерство внутренних дел не допускало к выборам кандидатов «без обозначения», а понятие «Разные центристы» не существовало, кандидаты и списки, позиционирующие себя как «независимые» или «центристы», были классифицированы как «Разные правые » (DVD) или «Разные левые » (DVG) в зависимости от ближайшей заявленной или предполагаемой политической ориентации. В 2008 году было введено понятие «Разные» (LDIV), которое позволило сбалансировать этот процесс.
Обозначение «Разные центристы» было введено 10 декабря 2019 года указом министра внутренних дел Франции Кристофа Кастанера, а затем, после приостановления его, новым указом от 4 февраля 2020. 
После выхода указа несколько оппозиционных партий обвинили правительство в создании этого нового политического обозначения для «манипулирования» муниципальными выборами в марте 2020 года с целью улучшения результатов правящей партии «Вперёд, Республика!» и ее союзников.   
31 января 2020 года Государственный Совет приостановил ряд положений указа Кастанера, в том числе пункт о введении обозначения  «Разные центристы», ссылаясь на нарушение принципа равноправия. Через несколько дней министр внутренних дел пересмотрел указ: он вновь ввел понятие «Центристский союз» и установил, что список, поддержанный, но не принадлежащий к любой политической партии, может быть классифицирован как «Разные правые», «Разные левые» или «Разные центристы».